# Penicillium digitatum

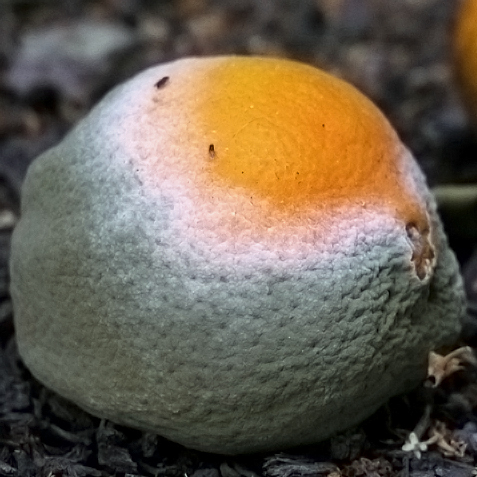
Pomarańcza porażona przez P. digitatum

Penicillium digitatum (Pers.) Sacc. – gatunek grzybów z klasy Eurotiomycetes. Wraz z Penicillium italicum wywołuje niebieską zgniliznę owoców cytrusowych, która powszechnie występuje w przechowalniach tych owoców, również w Polsce.

## Systematyka i nazewnictwo
Pozycja w klasyfikacji według Index Fungorum: Penicillium, Aspergillaceae, Eurotiales, Eurotiomycetidae, Eurotiomycetes, Pezizomycotina, Ascomycota, Fungi.
Po raz pierwszy zdiagnozował go w 1801 r. Christiaan Hendrik Persoon nadając mu nazwę Monilia digitata. Obecną, uznaną przez Index Fungorum nazwę nadał mu Pier Andrea Saccardo w 1881 r.
Synonimy:
- Aspergillus simplex Pers. 1797
- Monilia digitata Pers. 1801
- Mucor cespitosus L. 1753
- Mucor digitata (Pers.) Mérat 1821
- Penicillium digitatum var. californicum Thom 1930
- Penicillium digitatum var. latum S. Abe 1956[4].

## Morfologia
Są to grzyby mikroskopijne tworzące na powierzchni nalot potocznie zwany pleśnią. Strzępki są podzielone septami. Ze strzępek wyrastają prostopadle do nich konidiofory, które na szczycie rozwidlają się wielokrotnie. Na końcach konidioforów powstają zarodniki konidialne tworzące łańcuszki bazypetalne. Nadaje to strzępkom kształt pędzelków – stąd polska nazwa grzyba pędzlak. Konidiofry P. digitatum mają długość 70–150 μm. Podczas rozwoju rozgałęziają się na trzy gałęzie, chociaż często obserwuje się struktury z dwoma lub nawet jedną gałęzią. Gałęzie te następnie rozgałęziają się na metule. Mają one długość od 15–30 μm, szerokość 4–6 μm, a ich liczba jest zmienna. Na dystalnym końcu każdej metuli tworzą się fialidy o kształcie od kolbowego do cylindrycznego i długości 10–20 μm. Powstające na nich w łańcuszkach konidia są gładkie i mają kształt od kulistego do cylindrycznego, czasami są owalne.
Znany jest wyłącznie w postaci anamorfy. Jak dotąd nie zaobserwowano rozmnażania płciowego (jego teleomorfa jest nieznana).
P. digitatum można zidentyfikować w laboratorium przy użyciu różnych metod. Zazwyczaj szczepy hoduje się przez tydzień na trzech chemicznie zdefiniowanych pożywkach w różnych warunkach temperaturowych. Używanymi podłożami są agar Czapka (w 5, 25 i 37 °C), agar z ekstraktem słodowym (w 25 °C) i 25% agar z azotanem glicerolu (w 25 °C). Różnice we wzroście i morfologii kolonii na tych podłożach pozwalają zidentyfikować P. digitatum. Blisko spokrewnione gatunki z rodzaju Pencillium można rozróżnić tą metodą także przy użyciu neutralnego agaru kreatynowego z sacharozą. Metody molekularne mogą również pomóc w identyfikacji. Można użyć do identyfikacji gatunków również metod genetycznych, jednak nie wszystkie Penicillium mają zsekwencjonowane genomy, co ogranicza możliwość zastosowania takich metod. Wreszcie, P. digitatum można również rozróżnić makroskopowo na podstawie obserwacji konidiów, które mają barwę od żółto-zielonej do oliwkowej, a ich fialidy i konidia są stosunkowo duże.

## Rozwój
Penicillium digitatum rozwija się w temperaturze od 6–7 °C do maksymalnie 37 °C, z optymalną temperaturą wzrostu wynoszącą 24 °C. Wykazuje stosunkowo niską tolerancję na stres osmotyczny. Minimalna zawartość wody wymagana do wzrostu w 25 °C wynosi 0,90, w 37 °C 0,95, a przy 5 °C 0,99. Kiełkowanie nie zachodzi przy zawartości wody poniżej 0,87.Jeśli chodzi o substancje chemiczne wpływające na wzrost grzybów, minimalne stężenie inhibitorów wzrostu kwasu sorbinowego wynosi 0,02–0,025% przy pH 4,7 i 0,06–0,08% przy pH 5,5.